# Operador lineal discontinuo
En matemáticas, las aplicaciones lineales forman una clase importante de funciones "simples" que conservan la estructura algebraica de los espacios vectoriales, y se utilizan a menudo como aproximaciones a funciones más generales (véase aproximación lineal). Si los espacios involucrados también son espacios topológicos (es decir, espacios vectoriales topológicos), entonces tiene sentido preguntar si todas las aplicaciones lineales son continuas. Resulta que para aplicaciones definidas en espacios vectoriales topológicos de dimensión infinita (como por ejemplo, los espacios vectoriales normados de dimensión infinita), la respuesta generalmente es no: existen aplicaciones lineales discontinuas. Si el dominio de definición es completo, es más complicado. Aunque se puede demostrar que tales aplicaciones existen, la prueba se basa en el axioma de elección, que no proporciona ningún ejemplo explícito.

## Una aplicación lineal de un espacio de dimensión finita es siempre continua
Sean X e Y dos espacios normados, y sea {\displaystyle f:X\to Y} una aplicación lineal de X a Y. Si X es de dimensión finita, elíjase una base {\displaystyle \left(e_{1},e_{2},\ldots ,e_{n}\right)} en X que pueda considerarse como vectores unitarios. Entonces,
{\displaystyle f(x)=\sum _{i=1}^{n}x_{i}f(e_{i}),}
y así, por la desigualdad triangular,
{\displaystyle \|f(x)\|=\left\|\sum _{i=1}^{n}x_{i}f(e_{i})\right\|\leq \sum _{i=1}^{n}|x_{i}|\|f(e_{i})\|.}
Dejando que
{\displaystyle M=\sup _{i}\{\|f(e_{i})\|\},}
y utilizando el hecho de que
{\displaystyle \sum _{i=1}^{n}|x_{i}|\leq C\|x\|}
para algunos C>0 (que se deduce del hecho de que dos normas cualesquiera en un espacio de dimensión finita son equivalentes), se encuentra que
{\displaystyle \|f(x)\|\leq \left(\sum _{i=1}^{n}|x_{i}|\right)M\leq CM\|x\|}
Por lo tanto, {\displaystyle f} es un operador lineal acotado y, en consecuencia, es continuo. De hecho, para ver esto, simplemente obsérvese que f es lineal,
y de ello se deduce que {\displaystyle \|f(x)-f(x')\|=\|f(x-x')\|\leq K\|x-x'\|} para alguna constante universal K. Así, para cualquier {\displaystyle \epsilon >0}, se puede elegir {\displaystyle \delta \leq \epsilon /K} para que {\displaystyle f(B(x,\delta ))\subseteq B(f(x),\epsilon )} ({\displaystyle B(x,\delta )} y
{\displaystyle B(f(x),\epsilon )} son las bolas normalizadas alrededor de {\displaystyle x} y {\displaystyle f(x)}), lo que da continuidad.
Si X es de dimensión infinita, esta argumentación falla, ya que no hay garantía de que exista el elemento supremo M. Si Y es el espacio cero {0}, la única aplicación entre X e Y es la aplicación "cero", que es trivialmente continua. En todos los demás casos, cuando X es de dimensión infinita e Y no es el espacio cero, se puede encontrar una aplicación discontinua de X a Y.

## Ejemplo concreto
Ejemplos de aplicaciones lineales discontinuas son fáciles de construir en espacios que no están completos. En cualquier secuencia de Cauchy {\displaystyle e_{i}} de vectores linealmente independientes que no tenga límite, existe un operador lineal {\displaystyle T} tal que las cantidades {\displaystyle \|T(e_{i})\|/\|e_{i}\|} crecen sin límite. En cierto sentido, los operadores lineales no son continuos porque el espacio tiene "huecos".
Por ejemplo, considérese el espacio X de funciones infinitamente diferenciables de valor real en el intervalo [0, 1] con norma del supremo, es decir,
{\displaystyle \|f\|=\sup _{x\in [0,1]}|f(x)|.}
La aplicación derivada-en-un-punto, dada por
{\displaystyle T(f)=f'(0)\,}
definida en X y con valores reales, es lineal, pero no continua. De hecho, considérese la secuencia
{\displaystyle f_{n}(x)={\frac {\sin(n^{2}x)}{n}}}
para {\displaystyle n\geq 1}. Esta secuencia converge uniformemente a la función constantemente cero, pero
{\displaystyle T(f_{n})={\frac {n^{2}\cos(n^{2}\cdot 0)}{n}}=n\to \infty }
como {\displaystyle n\to \infty } en lugar de {\displaystyle T(f_{n})\to T(0)=0}, lo que sería válido para una aplicación continua. Téngase en cuenta que T tiene un valor real, por lo que en realidad lo es un funcional lineal en X (un elemento del espacio dual algebraico X*). La aplicación lineal X → X que asigna a cada función su derivada es igualmente discontinua. Tenga en cuenta que aunque el operador derivada no es continuo, sin embargo sí que es cerrado.
El hecho de que el dominio no esté completo aquí es importante. Los operadores discontinuos en espacios completos requieren un poco más de trabajo.

## Ejemplo no constructivo
Una base algebraica para los números reales como espacio vectorial sobre los números racionales se conoce como una base de Hamel (téngase en cuenta que algunos autores usan este término en un sentido más amplio, para referirse a una base algebraica de "cualquier" espacio vectorial). Teniendo en consideración que dos números no conmensurables cualesquiera, como por ejemplo 1 y {\displaystyle \pi }, son linealmente independientes. Se puede encontrar una base de Hamel que los contenga y definir un aplicación {\displaystyle f:\mathbb {R} \to R} de modo que {\displaystyle f(\pi )=0,} f actúe como identidad en el resto de la base de Hamel y extenderlo a todo {\displaystyle \mathbb {R} } mediante linealidad. Sea {rn}n cualquier secuencia de racionales que converge a {\displaystyle \pi }. Entonces, limn f(rn) = π, pero {\displaystyle f(\pi )=0}. Por construcción, f es lineal sobre {\displaystyle \mathbb {Q} } (no sobre {\displaystyle \mathbb {R} }), pero no continua. Téngase en cuenta que f tampoco es medible; dado que una función real aditiva es lineal si y solo si es medible, por lo que para cada función hay un conjunto de Vitali. La construcción de f se basa en el axioma de elección.
Este ejemplo se puede ampliar a un teorema general sobre la existencia de aplicaciones lineales discontinuas en cualquier espacio normado de dimensión infinita (siempre que el codominio no sea trivial).

## Teorema general de existencia
Se puede demostrar que las aplicaciones lineales discontinuos existen de manera más general, incluso si el espacio está completo. Sean X e Y espacios vectoriales normados sobre el cuerpo K, donde {\displaystyle K=\mathbb {R} } o {\displaystyle K=\mathbb {C} }. Supóngase que X es de dimensión infinita e Y no es el espacio cero. Es posible encontrar una aplicación lineal discontinua f de X a K, lo que implicará la existencia de una aplicación lineal discontinua g de X a Y dada por la fórmula {\displaystyle g(x)=f(x)y_{0}}, donde {\displaystyle y_{0}} es un vector arbitrario distinto de cero en Y.
Si X es de dimensión infinita, mostrar la existencia de un funcional lineal que no es continuo equivale a construir f que no está acotado. Para ello, considérese una sucesión (en)n ({\displaystyle n\geq 1}) de vectores linealmente independientes en X, que se normalizan. Entonces, se define
{\displaystyle T(e_{n})=n\|e_{n}\|\,}
para cada {\displaystyle n=1,2,\ldots } Ahora, se completa esta secuencia de vectores linealmente independientes para formar una base del espacio vectorial de X, definiendo T como los otros vectores en la base, que serán cero. T así definido se extenderá únicamente a un aplicación lineal en X y, dado que claramente no está acotado, no es continuo.
Obsérvese que al utilizar el hecho de que cualquier conjunto de vectores linealmente independientes se puede completar hasta formar una base, implícitamente se utiliza el axioma de elección, lo que no era necesario para el ejemplo concreto de la sección anterior.

## Papel del axioma de elección
Como se señaló anteriormente, el axioma de elección (AE) se utiliza en el teorema de existencia general de aplicaciones lineales discontinuas. De hecho, no existen ejemplos constructivos de aplicaciones lineales discontinuas con dominio completo (por ejemplo, espacios de Banach). En el análisis, tal como se entiende en la actualidad, siempre se emplea el axioma de elección (uno de los axiomas de Zermelo-Fraenkel en teoría de conjuntos). Así, para los matemáticos dedicados al estudio del análisis, todos los espacios vectoriales topológicos de dimensión infinita admiten aplicaciones lineales discontinuas.
Por otra parte, Robert M. Solovay publicó un modelo de teoría de conjuntos en 1970, en el que todo conjunto de reales es medible. Esto implica que no existen funciones reales lineales discontinuas. Claramente, al AE no se sostiene en el modelo.
El resultado de Solovay demuestra que no es necesario suponer que todos los espacios vectoriales de dimensión infinita admiten aplicaciones lineales discontinuas, y existen escuelas de análisis que adoptan un punto de vista más constructivista. Por ejemplo, H. G. Garnir, al buscar los llamados "espacios oníricos" (espacios vectoriales topológicos en los que cada aplicación lineal en un espacio normado es continua), se vio obligado a adoptar ZF + ED + PB (la elección dependiente (ED) es una forma debilitada, y la propiedad de Baire (PB) es una negación del AE fuerte) como sus axiomas para probar el Teorema del grafo cerrado de Garnir-Wright, que establece, entre otras cosas, que cualquier aplicación lineal desde un espacio F a un EVT es continua. Yendo al extremo del criterio constructivista, está el teorema de Ceitin, que afirma que toda función es continua (esto debe entenderse en la terminología del constructivismo, según el cual solo las funciones representables se consideran funciones). Estas posturas las sostiene solo una pequeña minoría de matemáticos en activo.
El resultado es que la existencia de aplicaciones lineales discontinuas depende del axioma de elección (AE). Es consistente con la teoría de conjuntos sin AE que no hay aplicaciones lineales discontinuas en espacios completos. En particular, ninguna construcción concreta como la derivada puede lograr definir una aplicación lineal discontinua en todas partes de un espacio completo.

## Operadores cerrados
Muchos operadores lineales discontinuos que se generan naturalmente son cerrados, de manera que comparten algunas de las características de los operadores continuos. Tiene sentido preguntar qué operadores lineales en un espacio dado son cerrados. El teorema de la gráfica cerrada afirma que un operador cerrado "definido en todas partes" en un dominio completo es continuo, por lo que para obtener un operador cerrado discontinuo, se deben permitir operadores que no estén definidos en todas partes.
Para ser más concreto, sea {\displaystyle T} un aplicación de {\displaystyle X} a {\displaystyle Y} con el dominio {\displaystyle \operatorname {Dom} (T),} escrito {\displaystyle T:\operatorname {Dom} (T)\subseteq X\to Y}. No se pierde mucho si se reemplaza X por el cierre de {\displaystyle \operatorname {Dom} (T)}. Es decir, al estudiar operadores que no están definidos en todas partes, se puede restringir su atención a operadores densamente definidos sin pérdida de generalidad.
Si el grafo {\displaystyle \Gamma (T)} de {\displaystyle T} es cerrado en {\displaystyle X\times Y}, se denomina T'cerrado. De lo contrario, debe considerarse su cierre {\displaystyle {\overline {\Gamma (T)}}} en {\displaystyle X\times Y}. Si {\displaystyle {\overline {\Gamma (T)}}} es en sí mismo el grafo de algún operador {\displaystyle {\overline {T}}}, {\displaystyle T} se llama cerrable y {\displaystyle {\overline {T}}} se llama cierre de {\displaystyle T}.
Entonces, la pregunta natural que cabe plantearse acerca de los operadores lineales que no están definidos en todas partes es si se pueden cerrar. La respuesta es "no necesariamente". De hecho, todo espacio normado de dimensión infinita admite operadores lineales que no se pueden cerrar. Como en el caso de los operadores discontinuos considerados anteriormente, la demostración requiere el axioma de elección y, por lo tanto, en general no es constructiva, aunque nuevamente, si X no es completo, existen ejemplos construibles.
En la práctica, existe incluso un ejemplo de un operador lineal cuyo gráfico tiene cierre en "todo" {\displaystyle X\times Y}. Tal operador no se puede cerrar. Sea X el espacio de polinomios desde [0,1] a {\displaystyle \mathbb {R} }; y sea Y el espacio de funciones polinómicas de [2,3] a {\displaystyle \mathbb {R} }. Son subespacios de C([0,1]) y C([2,3]) respectivamente, y por tanto espacios normados. Defínase un operador T que lleve la función polinómica x ↦ p(x) en [0,1] a la misma función en [2,3]. Como consecuencia del teorema de aproximación de Weierstrass, la gráfica de este operador es densa en {\displaystyle X\times Y}, por lo que proporciona una especie de aplicación lineal máximamente discontinua (lo que le confiere el carácter de función continua en ninguna parte). Téngase en cuenta que X no está completo aquí, como debe ser el caso cuando existe un aplicación construible.

## Impacto para espacios duales
El espacio dual de un espacio vectorial topológico es la colección de aplicaciones lineales continuas desde el espacio hasta el campo subyacente. Por lo tanto, el hecho de que algunas aplicaciones lineales no sean continuas para espacios normados de dimensión infinita, implica que para estos espacios, es necesario distinguir el espacio dual algebraico del espacio dual continuo que es entonces un subconjunto propio. Ilustra el hecho de que se necesita una dosis adicional de precaución al realizar análisis en dimensiones infinitas, en comparación con los de dimensión finita.

## Más allá de los espacios normados
El argumento a favor de la existencia de aplicaciones lineales discontinuos en espacios normados se puede generalizar a todos los espacios vectoriales topológicos metrizables, especialmente a todos los espacios de Fréchet, pero existen espacios vectoriales topológicos localmente convexos de dimensión infinita tales que cada funcional es continuo. Por otro lado, el teorema de Hahn–Banach, que se aplica a todos los espacios localmente convexos, garantiza la existencia de muchos funcionales lineales continuos y, por lo tanto, un gran espacio dual. De hecho, a todo conjunto convexo, el funcional de Minkowski le asocia un funcional lineal continuo. El resultado es que los espacios con menos conjuntos convexos tienen menos funcionales y, en el peor de los casos, un espacio puede no tener ningún funcional distinto del funcional cero. Este es el caso de los espacios {\displaystyle L^{p}(\mathbb {R} ,dx)} con {\displaystyle 0<p<1}, de lo que se deduce que estos espacios no son convexos. Téngase en cuenta que aquí se indica la medida de Lebesgue en la recta real. Hay otros espacios {\displaystyle L^{p}} con {\displaystyle 0<p<1} que tienen espacios duales no triviales.
Otro ejemplo es el espacio de función medible de valor real en el intervalo unitario con una casinorma dada por
{\displaystyle \|f\|=\int _{I}{\frac {|f(x)|}{1+|f(x)|}}dx.}
Este espacio no localmente convexo tiene un espacio dual trivial.
Se pueden considerar espacios aún más generales. Por ejemplo, la existencia de un homomorfismo entre grupos métricos separables completos también se puede demostrar de forma no constructiva.